# الطريق السريع بانغ نا
الطريق السريع بانغ نا (الاسم بالكامل: الطريق السريع بانغ نا - بانغ فلي - بانغ باكونغ)، والمعروف رسميًا باسم الطريق السريع بيرافا ويزي ((بالتايلندية: ทางพิเศษบูรพาวิถี)‏)، هو طريق سريع بطول 55 كم به 6 حارات علوية، ويوجد في تايلاند. وهو مأصر (طريق برسم مرور) يمر من أعلى الطريق المحلي السريع عند الممر رقم 34 (الطريق السريع بانغ نا - بانغ باكونغ) والتابع لهيئة الطرق السريعة بتايلاند (EXAT).
ويعلو الطريق السريع قنطرة متوسطة الاتساع بطول 42 مترًا. وهو عبارة عن جسر بعارضة صندوقية باتساع 27 مترًا، وقد اكتمل في يناير 2000. وقد تطلب بناء الجسر 1,800,000 متر مكعب من الخرسانة. وتم بناء الهيكل باستخدام طريقة التعاقد التصميم والبناء التي صممها جين إم مولار (Jean M. Muller).
هناك ساحتان برسم مرور على الهيكل العلوي، لذا يجب توسيع الهيكل ليتسع لاثنتي عشرة حارة.
وفي الغالب، يعد هذا الجسر واحدًا من أطول الجسور في العالم (الأطول حتى عام 2010)، ولكن يتم استبعاده من بعض القوائم نظرًا لأن معظم طوله لا يمر فوق مستجمع مياه. فأكبر مستجمع مياه يعبره هذه الطريق هو نهر بانغ باكونغ.

## وصلات خارجية
- The Bang Na Expressway) 1,1 MB PDF-file with plans and photos)Bangna-Bangpakong Road

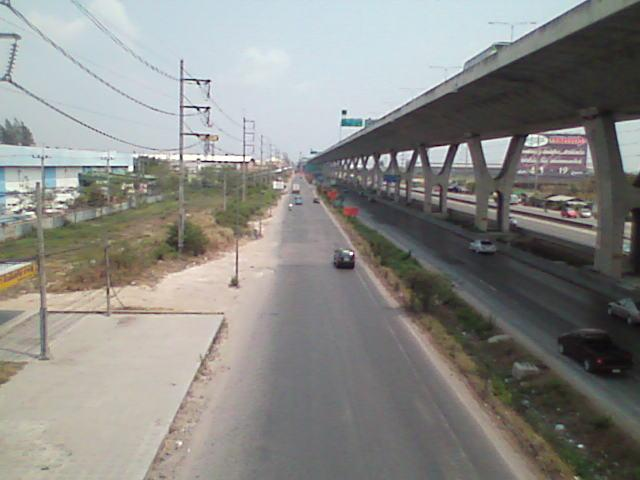
Bangna-Bangpakong Road